# Paravento

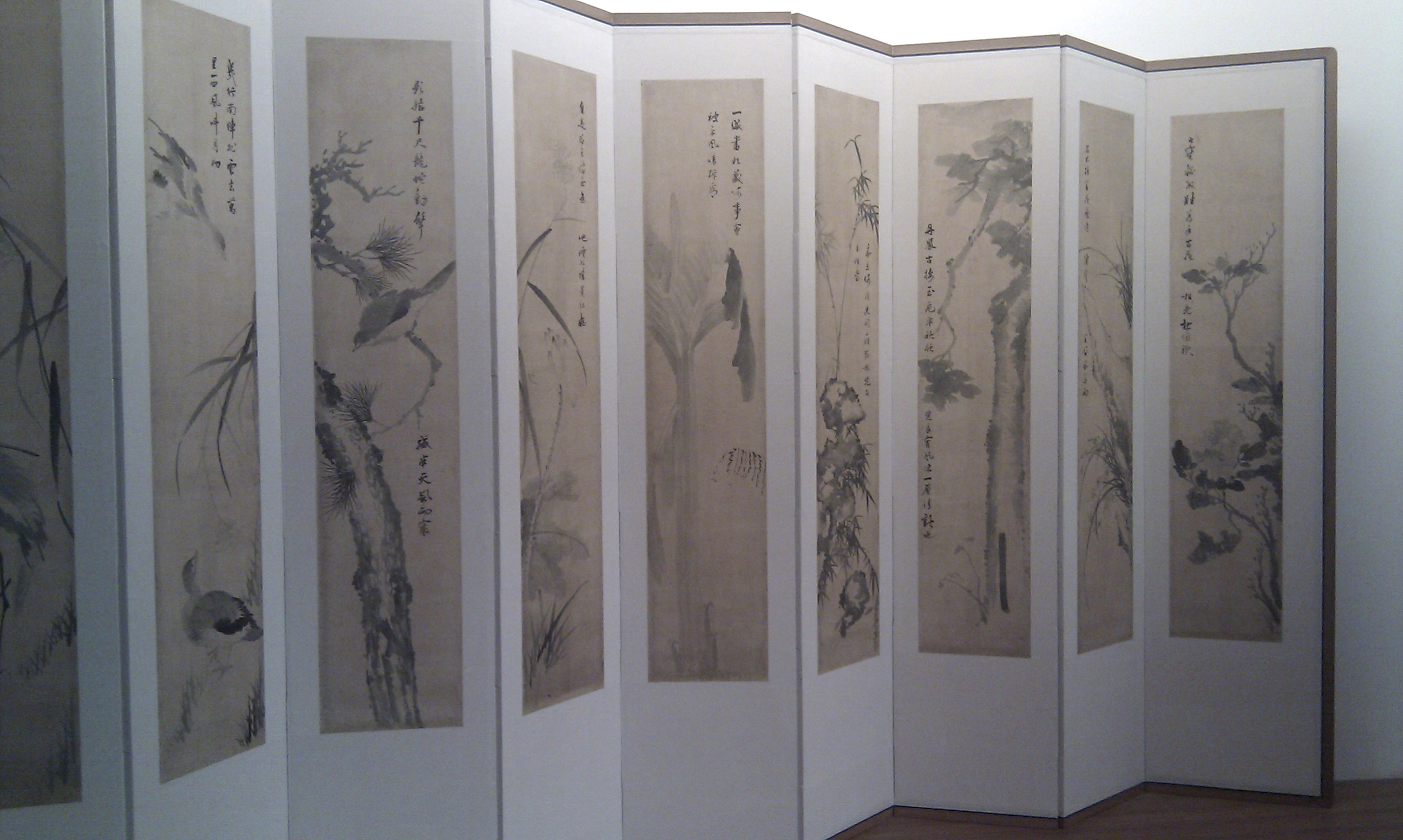
Paravento in mostra at Museo Guimet, Parigi

Un paravento è un tipo di mobile. Consiste di vari telai o pannelli, spesso connessi da cardini o da altri mezzi. Può essere fatto in una varietà di modelli e con diversi tipi di materiali. I paraventi hanno molti usi pratici e decorativi. Si originarono nell'antica Cina, diffondendosi infine nel resto dell'Asia orientale, in Europa e in altre regioni del mondo.

## Storia

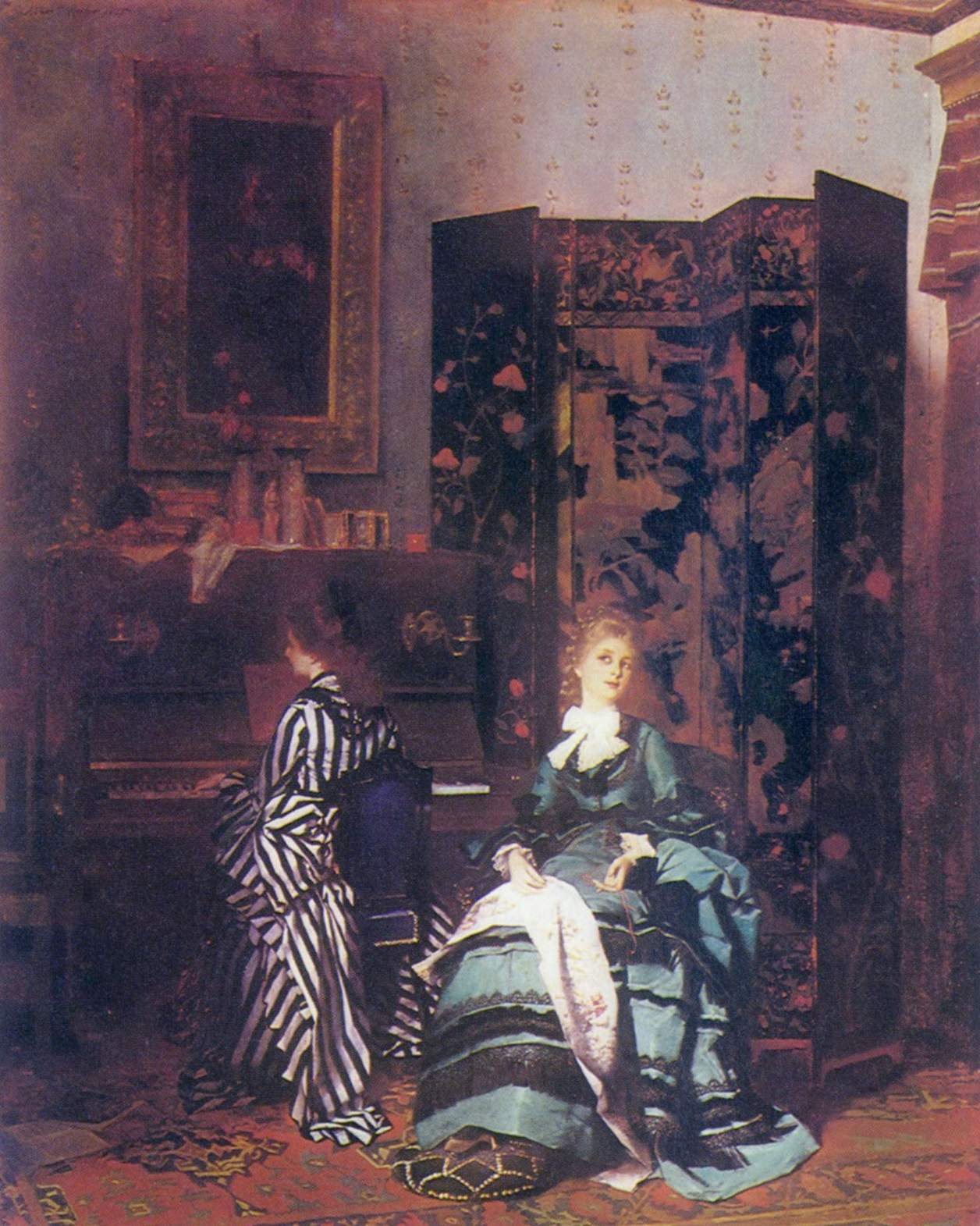
Un paravento cinese di Coromandel si vede nel dipinto a olio Chopin (1873) di Albert von Keller. Tipicamente per questo tipo di paravento, la parte anteriore ha una scena dettagliata, mentre la parte posteriore di solito ha un semplice tema floreale.

### Origine in Cina
I paraventi risalgono alla Cina durante il periodo degli Zhou orientali (771-256 a.C.). Questi erano inizialmente schermi a un solo pannello, al contrario dei paraventi muniti di più pannelli. I paraventi furono inventati durante la dinastia Han (206 a.C. – 220 d.C.). Raffigurazioni di questi paraventi sono state trovate nelle tombe dell'era Han, come quella a Zhucheng, Provincia di Shandong.
Un paravento era spesso decorato con belle opere d'arte; i principali temi includevano mitologia, scene della vita di palazzo e natura. È spesso associato all'intrigo e alle storie d'amore nella letteratura cinese: ad esempio una giovane dama innamorata potrebbe dare uno sguardo furtivo incuriosito da dietro un paravento. Un esempio di tale occorrenza tematica del paravento è nel romanzo classico Il sogno della camera rossa di Cao Xueqin. Il paravento era un elemento ricorrente nella letteratura Tang. Il poeta Tang Li He (790–816) scrisse "Canto del paravento" (屏風曲S), che descrive il paravento di una coppia di sposi novelli. Il paravento circondava il letto della giovane coppia, i suoi dodici pannelli erano adornati di farfalle posate su fiori di garofano della Cina (un'allusione agli amanti), e aveva cardini d'argento che assomigliavano a monete di vetro.
I paraventi erano fatti originariamente di pannelli di legno e dipinti su superfici laccate, alla fine divennero popolari anche i paraventi fatti di carta o seta. Anche se è noto che i paraventi erano stati usati fin dall'antichità, essi divennero rapidamente popolari durante la dinastia Tang (618–907). Durante la dinastia Tang, i paraventi erano considerati ornamenti ideali per molti pittori sui quali mostrare i loro dipinti e la loro calligrafia. Molti artisti dipingevano su carta o seta e la applicavano sul paravento. Vi erano due distinti paraventi artistici menzionati nella letteratura storica dell'era. Uno di essi era noto come huaping (cinese: 畫屏T, lett. "paravento dipinto") e l'altro era noto come shuping (cinese: 書屏T, lett. "paravento calligrafato"). Non era insolito che la gente commissionasse paraventi ad artisti, come il pittore dell'era Tang Cao Ba o il pittore dell'era Song Guo Xi. I dipinti di paesaggi sui paraventi raggiunsero il loro culmine durante la dinastia Song (960–1279). Le tecniche di laccatura per i paraventi di Coromandel, che sono note come kuǎncǎi (款彩T, lett. "colori incisi"), emersero durante la tarda dinastia Ming (1368-1644) e furono applicate ai paraventi per creare schermi scuri incisi, dipinti e intarsiati con opere d'arte di madreperla, avorio o altri materiali.

### Diffusione in tutta l'Asia orientale

#### Corea
I paraventi diventarono significativi durante il periodo dell'Unificazione Silla (668–935).
I paraventi noti come irworobongdo erano importanti elementi nella sala del trono di alcuni re Joseon, posti immediatamento dietro il trono.

#### Giappone

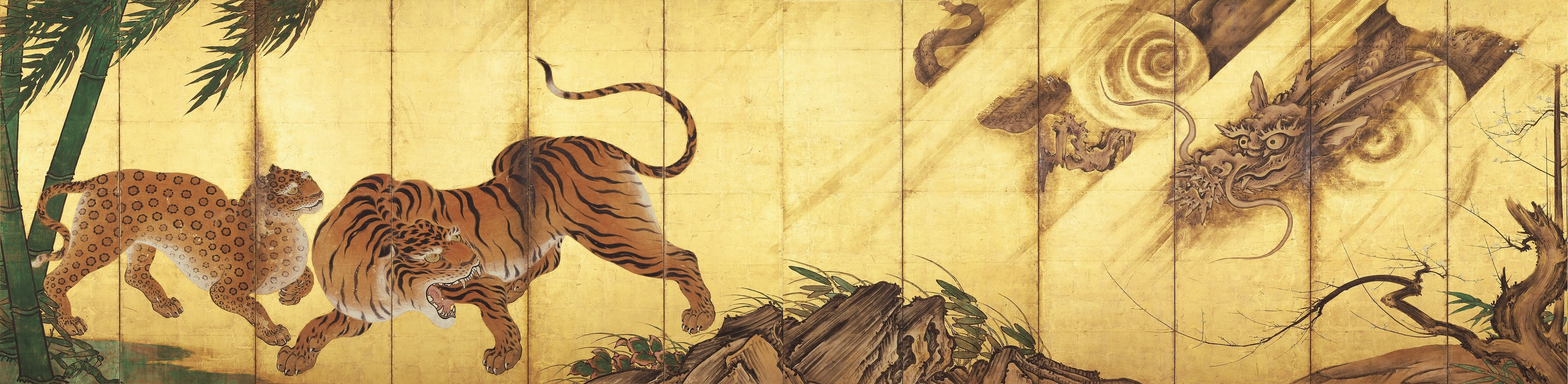
Coppia di paraventi con tigri e drago di Kanō Sanraku, XVII secolo, ciascuno di 1,78 x 3,56 metri.

Come molti oggetti d'arte e d'artigianato giapponesi, i paraventi ebbero origine in Cina. Secondo l'opera dell'VIII secolo Nihongi, uno dei primi paraventi a raggiungere il Giappone fu quello durante il regno dell'imperatore Tenmu (r. 672-686), che era un dono dal regno coreano di Silla. Verso l'VIII secolo, i paraventi divennero ben conosciuti in Giappone attraverso la Cina della dinastia Tang (618–907), il che spinse gli artigiani giapponesi a iniziare a fabbricarne di loro, fortemente influenzati dai modelli cinesi. Durante il tardo periodo Muromachi, i Giapponesi cominciarono a raffigurare la vita quotidiana sui paraventi, il che era un'usanza importata dalla Cina.

### Diffusione in Europa

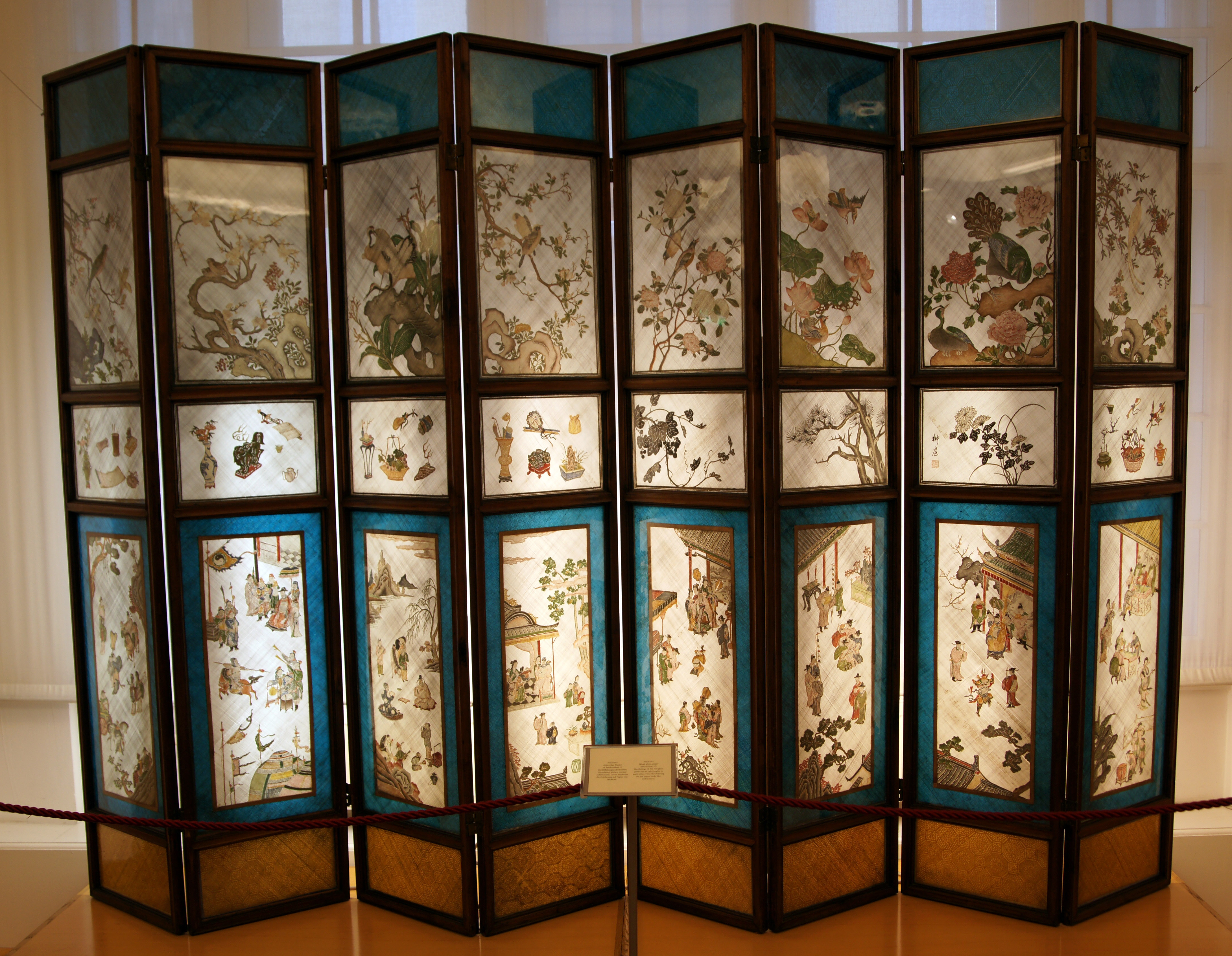
Paravento cinese usato alla corte imperiale austriaca, XVIII secolo, the Imperial Furniture Collection

I paraventi furono introdotti in Europa nel tardo Medioevo. Nel XVII e XVIII secolo, molti paraventi furono importati dalla Cina in Europa. Specialmente i Francesi avevano una certa ammirazione e desiderio per i paraventi cinesi, insieme al resto dell'Europa, e cominciarono a importare paraventi laccati adorni di opere d'arte. La famosa stilista di moda Coco Chanel fu un'avida collezionista di paraventi cinesi, specialmente dei paraventi di Coromandel, e si crede che possedesse 32 paraventi, 8 dei quali erano ospitati nel suo appartamento al 31 di rue Cambon, Parigi. Una volta ella disse: 
( Claude Delay, Chanel Solitaire, Gallimard, 1983,  p. 12. Citato in:)

## Usi
Sebbene i paraventi abbiano avuto origine in Cina, si possono ora trovare in molte architetture d'interni in tutto il mondo. Alcuni dei primi usi dei paraventi erano piuttosto pratici. Erano usati per prevenire gli spifferi nelle case, come indicato dai due caratteri nel loro nome cinese: píng (屏T, lett. "schermo, blocco") e feng (風T, lett. "brezza, vento"). Si usavano anche per conferire un senso di privatezza; nei tempi classici, i paraventi erano spesso collocati nelle stanze per essere usati come schermi per vestirsi per le dame. I paraventi possono essere installati per suddividere una grande stanza e cambiare le caratteristiche interne dello spazio. I paraventi possono essere usati come falsa parete vicino all'entrata da una stanza all'altra per creare un'atmosfera gradevole nascondendo certe caratteristiche come le porte di una cucina. Poiché molti paraventi hanno su di essi raffinati motivi e opere d'arte, possono adattarsi bene come elementi decorativi nell'architettura d'interni di una casa.